# Ameles heldreichi
Ameles heldreichi Brunner, 1882 è una mantide della famiglia Mantidae.

## Descrizione
È di dimensioni ridotte (22-30 mm di lunghezza), piuttosto esile e di colore ocra o grigiastro. Differisce dalla congenere Ameles decolor per la presenza di un tubercolo apicale sugli occhi conici.

## Distribuzione e habitat
Il suo areale comprende Bulgaria, Romania, Caucaso, Ucraina, Grecia, Turchia, Cipro, Israele, Palestina, Giordania e Libia.
La specie vive in ambienti secchi e a vegetazione bassa.